# Peaster
Peaster est une communauté non incorporée du comté de Parker, au Texas.
L'auteur de fantasy Robert E. Howard y est né en 1906.